# Ceber (województwo świętokrzyskie)
Ceber – wieś w Polsce położona w województwie świętokrzyskim, w powiecie staszowskim, w gminie Bogoria.
W latach 1975–1998 miejscowość administracyjnie należała do województwa tarnobrzeskiego.

## Części wsi
| SIMC    | Nazwa         | Rodzaj    |
| ------- | ------------- | --------- |
| 0788146 | Ceber-Kolonia | część wsi |

## Dawne części wsi – obiekty fizjograficzne
W latach 70. XX wieku przyporządkowano i opracowano spis lokalnych części integralnych dla Cebra zawarty w tabeli 2.

| Nazwa wsi – miasta      | Nazwy części wsi – miasta                            | Nazwy obiektów fizjograficznych – charakter obiektu |
| ----------------------- | ---------------------------------------------------- | --- |
| I. Gromada PRZYBOROWICE |                                                      | |
| 1. Ceber                | 1. Ceber-Kolonia 2. Piaski 3. Pod Chrustami 4. Rzeki | 1. Chorest — pole, łąka 2. Dołki — pole 3. Karczmisko — pole 4. Kępie — pastwisko 5. Leśniczówka — pole 6. Łąki — łąka 7. Łąki Młyńskie — łąka 8. Łopata — pole 9. Łysa Góra — pole 10. Młynówka — rzeka 11. Nakło — pastwisko, pole 12. Olszyna — łąki 13. Pastwiska — pole 14. Piaski — pole, łąka 15. Pniaki — pole 16. Pod Chrustami — pole, łąka 17. Pod Kolejką — pole, łąka 18. Podkałcze — pole 19. Podziomczyzna — łąka 20. Porąbka — łąka 21. Poręby — łąka 22. Przedrzecze — łąka 23. Rzeki — pole 24. Sieradzki Las — las 25. Smug — nieużytki, las 26. Stawy Sieradzkie — stawy 27. Stok — pole, zarośla 28. Wschodnia, -niej — rzeka 29. Za Gawronami — pole, łąka 30. Za Górą — łąki 31. Za Wsią — pole 32. Zastodole — pole 33. Zatoki — łąka |

## Historia
Pod koniec XIX wieku, według „Słownika Geograficznego Królestwa Polskiego i innych krajów słowiańskich”, Ceber był wsią z folwarkiem należącą do ówczesnego powiatu opatowskiego, gminy Malkowice i parafii Kiełczyna. Miejscowość była oddalona o 3 mile od Opatowa, 1,5 mili od Staszowa i 5 wiorst od poczty w Iwaniskach. W 1827 r. miejscowość liczyła 12 domów i 79 mieszkańców, zaś w 1880 roku 15 domów i 110 mieszkańców. W 1880 r. wieś obejmowała 491 morg ziemi, z czego 115 morg należało do 12 osad włościańskich. Folwark liczył 15 drewnianych zabudowań i obejmował 376 morg, w tym 202 ziemi ornej, 31 łąk, 115 lasu (w 1877 r.), oraz 28 pozostałych gruntów (nieużytki, drogi, place itp.).
W sierpniu 1944 roku żołnierze 2 pułku piechoty Legionów Armii Krajowej stoczyli pod Cebrem bitwę partyzancką z Niemcami. Wydarzenie to upamiętnia pomnik, odsłonięty w 1991 roku. W 1993 roku pomnik uzupełniono tablicą ku czci żołnierzy miejscowej placówki Batalionów Chłopskich. 5 sierpnia 1944 Niemcy w odwecie za potyczkę z partyzantami spacyfikowali wieś. Zamordowali 3 mieszkańców i spalili 18 budynków. 

## Literatura
1. Kaczmarek Leon (red. nauk. zeszytu), Taszycki Witold (red. nauk. wyd.): Urzędowe Nazwy miejscowości i obiektów fizjograficznych. 33. Powiat staszowski województwo kieleckie. Komisja ustalania nazw miejscowości i obiektów fizjograficznych (do użytku służbowego). Z: 33. Warszawa: Urząd Rady Ministrów. Biuro do Spraw Prezydiów Rad Narodowych, 1970. Brak numerów stron w książce